# ミナ語 (インド)
2019年1月25日にエスノローグにおいてミナ語(myi)が撤回（Retire）された。削除理由はこの言語が存在しないためである。（There is no evidence that the language exists.）

ミナ語（ミナご、英: Mina）は、インド語派に属する言語である。インドのマディヤ・プラデーシュ州とラージャスターン州の隣接する地域で話されている。